# Sous le ciel de Bahia
Pour plus de détails, voir Fiche technique et Distribution.
Sous le ciel de Bahia (Sob o Céu da Bahia) est un film brésilien réalisé par Ernesto Remani, sorti en 1956.

## Fiche technique
- Titre : Sob o Céu da Bahia
- Réalisation : Ernesto Remani
- Scénario : H.B. Correll et Ernesto Remani
- Musique : Francisco Mignone
- Photographie : H.B. Correll
- Montage : Lúcio Braun
- Société de production : Cirrus Filmes et Corona Filmes
- Pays :  Brésil
- Genre : Aventure
- Durée : 200 minutes
- Dates de sortie : 
  -  Brésil : 1956

## Distribution
- Sérgio Hingst : Ramiro
- María Moreno : Maria
- Ricardo Campos
- David Conde
- Francisco Santos
- Carlos Torres
- Enoque Torres
- Terry Viana

## Distinctions
Le film a été présenté en sélection officielle en compétition au Festival de Cannes 1956.